# Spiro (Oklahoma)
Spiro é uma cidade  localizada no estado norte-americano de Oklahoma, no Condado de Le Flore.

## Demografia
Segundo o censo norte-americano de 2000, a sua população era de 2227 habitantes.
Em 2006, foi estimada uma população de 2322, um aumento de 95 (4.3%).

## Geografia
De acordo com o United States Census Bureau tem uma área de
5,7 km², dos quais 5,5 km² cobertos por terra e 0,2 km² cobertos por água. Spiro localiza-se a aproximadamente 141 m acima do nível do mar.

## Localidades na vizinhança
O diagrama seguinte representa as localidades num raio de 16 km ao redor de Spiro.